# Дігуан Пігот
Дігуан Пігот (26 червня 1994) — суринамський плавець.
Учасник Олімпійських Ігор 2012 року.